# Anne Van Lancker

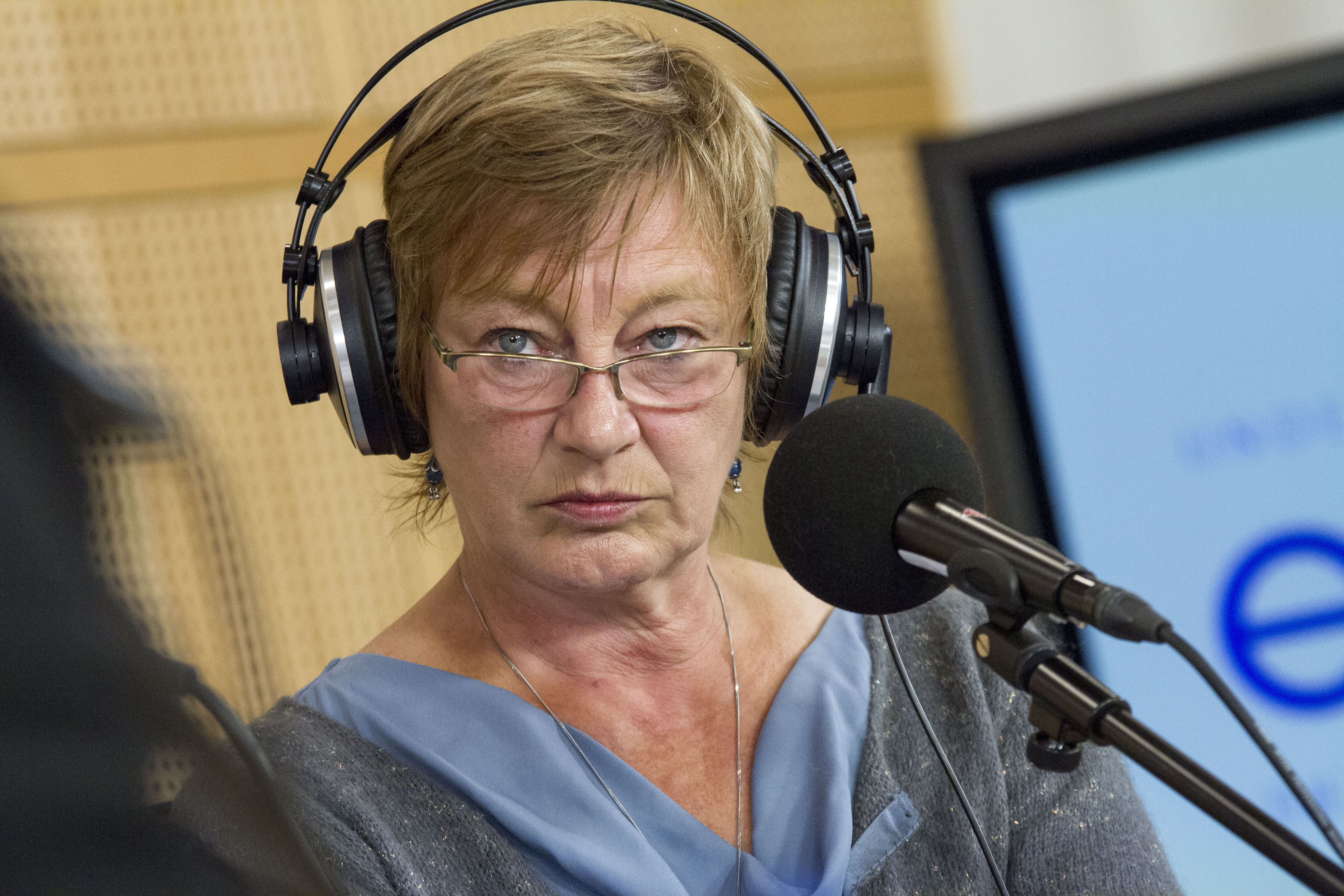
Anne van Lancker, 2015

Anne Van Lancker este un om politic belgian, membru al Parlamentului European în perioada 1999-2004 din partea Belgiei.
1. ↑  Deputații în Parlamentul European